# Strîjivșciîna, Novi Sanjarî
Strîjivșciîna (în ucraineană Стрижівщина) este un sat în comuna Polohî din raionul Novi Sanjarî, regiunea Poltava, Ucraina.

## Demografie
Componența lingvistică a localității Strîjivșciîna
     Ucraineană (100%)
Conform recensământului din 2001, toată populația localității Strîjivșciîna era vorbitoare de ucraineană (100%).